# Scleraulophorus cephalatus
Scleraulophorus cephalatus är en plattmaskart som beskrevs av Tor Karling 1940. Scleraulophorus cephalatus ingår i släktet Scleraulophorus, och familjen Scleraulophoridae. Arten är reproducerande i Sverige.